# Boldești-Scăeni
Boldești-Scăeni (pronunciació en romanès: [bolˈdeʃtʲ skəˈjenʲ]), sovint escrit en lletra Boldești-Scăieni, és una ciutat del comtat de Prahova, al sud de Romania. Situada a uns 15 km al nord de Ploiești, és un important centre d'extracció de petroli. Es troba a la regió històrica de Muntènia.
La ciutat es va crear el 1968 per la unificació de dues comunes veïnes, Boldești i Scăeni. Un poble, Seciu, és administrat per la ciutat.

## El phalanstère
Scăeni era la localització de l'únic intent de crear un Charles Fourier de tipus phalanstère a Romania. El 1835, Theodor Diamant, un socialista utòpic que havia conegut Fourier a París, va crear el phalanstère, anomenat The Agronomy and Manufacturing Society, en un terreny proporcionat per Emanoil Bălăceanu, propietari local de la terra. Les autoritats valàques van veure aquesta empresa com una amenaça i es van posicionar en contra. Per tant, el phalanstère es va dissoldre el 1836, un any i mig després de la seva existència, amb Diamant i Bălăceanu enviats a l'exili.

## Segona Guerra Mundial
Durant la Segona Guerra Mundial, la zona va ser intensament bombardejada, com a part de l'Operació Onda de marea. Encara es poden trobar refugantiaeriseri als turons boscosos al voltant de Boldești.

## Escut d'armes
L'escut de Boldești-Scăeni representa una targeta (en romanès, scai o scaiete) que fa referència al nom de l'antiga comuna Scăeni, a més d'un raïm, que representa les vinyes dels turons de Seciu. L'encaixada de mans és un recordatori de l'experiment Schalieni phalanstère del segle xix, però també podria referir-se a la unió del 1968 de les comunes Boldești i Scăieni.

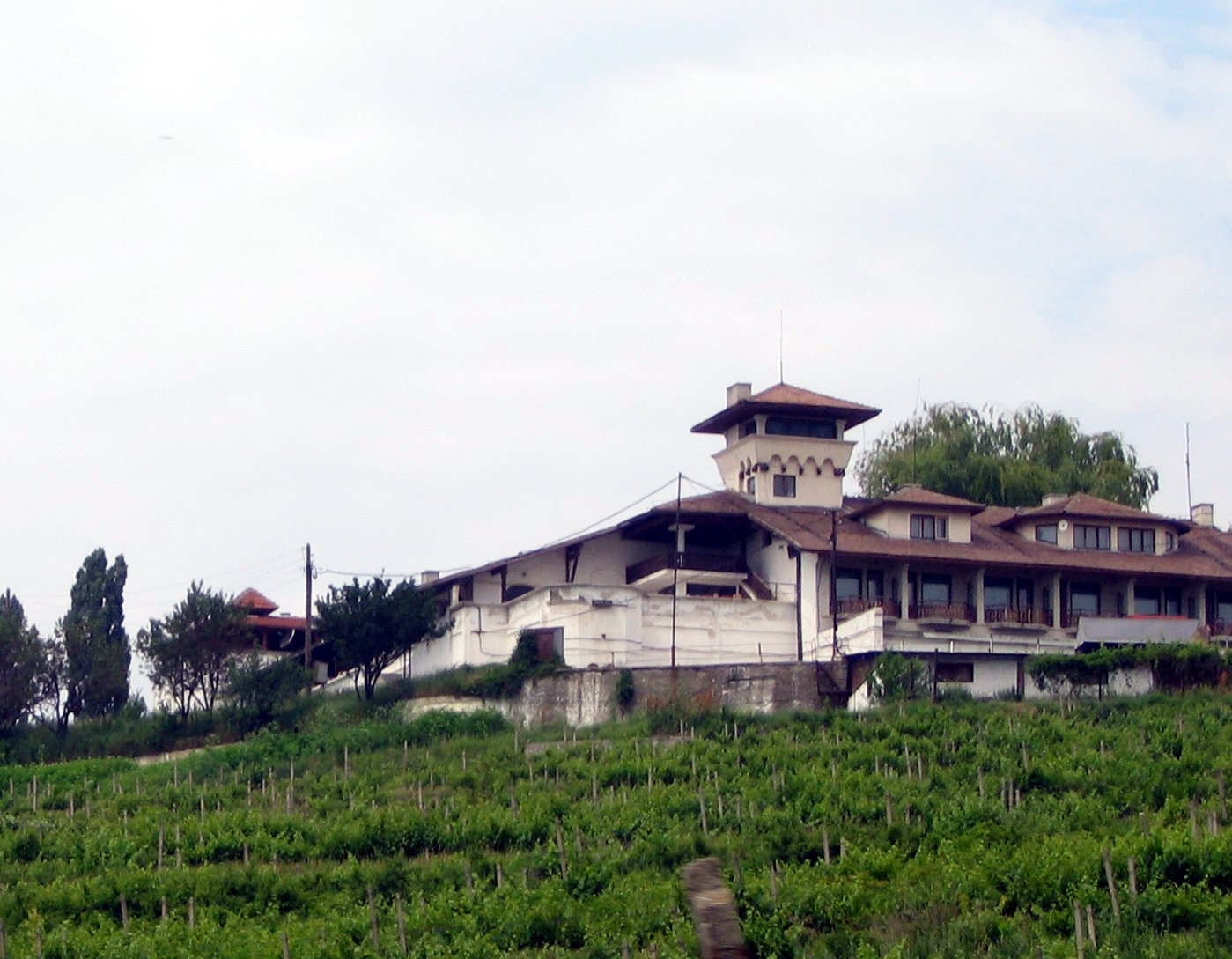
El restaurant "Crama Seciu" de Boldești-Scăeni, envoltat de vinyes

## Clima
Boldești-Scăeni té un clima continental humit (Cfb a la classificació climàtica de Köppen).

## Economia
L'economia de la ciutat gira al voltant de l'extracció de petroli i de la vinificació. Gairebé la meitat de la superfície de la ciutat es conrea amb vinya. Els cellers Seciu es troben a les rodalies directes de Boldești.
La indústria es va desenvolupar a la ciutat després del 1968, amb una fàbrica de vidre oberta a Scăeni. Molta gent que viu a Boldești-Scăeni també treballa a la ciutat veïna de Ploiești.

## Curiositats i monuments històrics
L'experiment utòpic de Theodor Diamant va aparèixer a la pel·lícula "Falansterul" ("The Phalanstere"), dirigida per Savel Stiopul el 1979. Monuments històrics a la ciutat Boldești-Scăeni inclou 6 monuments històrics (3 a Seciu i 3 a la mateixa ciutat), a més de 3 noves estàtues modernes esculpides per Cristian Petru Balan dels Estats Units.
Són "Glass Breaker", una estàtua d'acer inoxidable, de 6 m d'alçada, construïda el 2010, una única rèplica de l'Estàtua de la Llibertat a la ciutat de Nova York, treballada en formigó armat amb fibra de vidre (a 5 m del terra) i el grup estàtuari "Mihai Eminescu i Veronica Micle "davant de la Casa de Cultura" Mihai Eminescu", dos busts sobre una base comuna (2,5 m), tot de fibra de vidre modelat i formigó armat. Els dos darrers monuments es van erigir el juliol de 2014. Atès que els monuments antics només un està classificat com a monument d'importància nacional, sent "Casa Rusescu" a Seciu, construït el 1826.

## Fills il·lustres
- Cristian Vlad